# Корнійчук Василь Антонович
Корнійчук Василь Антонович (нар. 26 березня 1924, с. Білопілля, Козятинський р-н, Вінницька обл. – 9 серпня 1990, м. Вінниця) – український лікар-анатом, викладач, ректор Вінницького державного медичного університету ім. М. І. Пирогова (1970).

## Життєпис
Народився Корнійчук Василь Антонович 26 березня 1924 р. у с. Білопілля Козятинського району Вінницької області. Після звільнення Вінниччини у 1944 р. був мобілізований до Червоної армії і воював на 1-му, 2-му, 3-му Українських фронтах. Служив автоматником, санітаром медсанбату, медичним статистиком, секретарем військової прокуратури. Брав участь у боях за Проскурів (нині Хмельницький), Тернопіль, Львів, Будапешт, а також у Балатонській оборонній операції в Угорщині. Василь Корнійчук за проявлені відвагу та героїзм був нагороджений медалями «За бойові заслуги», «За перемогу над Німеччиною у Великій Вітчизняній війні 1941–1945 рр.», «За взяття Будапешта». 29 грудня 1945 р. був демобілізований із лав Червоної армії на основі Указу Президії Верховної ради СРСР від 25 вересня 1945 року.
У 1946 р. Корнійчук Василь Антонович вступив до Вінницького медичного інституту, який закінчив з відзнакою у 1951 р. Під час навчання, починаючи з 1946 р., був гуртківцем кафедри нормальної анатомії, де й залишився працювати асистентом. Василь Антонович був талановитим викладачем, робота якого неодноразово була відзначена керівництвом. Він брав активну участь у житті інституту, організації музею, виготовив ряд цінних препаратів та навчальних таблиць. У 1960 р. під керівництвом професора В. Г. Українського захистив кандидатську дисертацію «До анатомії вен стоп та гомілки у людини та деяких хребетних тварин» (рос. К анатомии вен стоп и голени у человека и некоторых позвоночных животных). 2 листопада 1960 р. Вища атестаційна комісія присвоїла В. А. Корнійчуку науковий ступінь кандидата медичних наук.
Науковець виступав з доповідями на морфологічних конференціях у Києві, Харкові та Москві, був членом обласного товариства анатомів, гістологів та ембріологів. Проводив наукові дослідження в галузі порівняльної морфології судинної системи. Протягом довгих років викладав лекції та проводив практичні заняття з рентгеноанатомії.
У 1960–1962 рр. за сумісництвом працював заступником декана, упродовж 1963–1971 рр. – доцентом, а з 1971 р. – завідувачем кафедри нормальної анатомії Вінницького державного медичного інституту. Займав посади декана (1965–1969) лікувального факультету, пізніше – проректора з наукової роботи (1969–1970). У 1970 р. Василь Антонович Корнійчук був призначений на посаду ректора Вінницького державного медичного інституту ім. М. І. Пирогова, яку займав до 1973 р. За цей період доклав багато зусиль для добудови морфологічного корпусу інституту, будівництва табору відпочинку у с. Приморське Одеської області. Завдяки його клопотанню було надано земельну ділянку під будівництво спортивнооздоровчої бази на березі Ладижинського водосховища в с. Степашки Гайсинського району на Вінниччині та розпочато її будівництво.
В. А. Корнійчук протягом багатьох років виконував обов’язки редактора газети «Молодий медик» Вінницького державного медичного інституту. З 1978 р. працював завідувачем Вінницької обласної санітарно-епідеміологічної станції. 9 серпня 1990 р. Василь Антонович помер. Похований у м. Вінниця.